# Monreith House

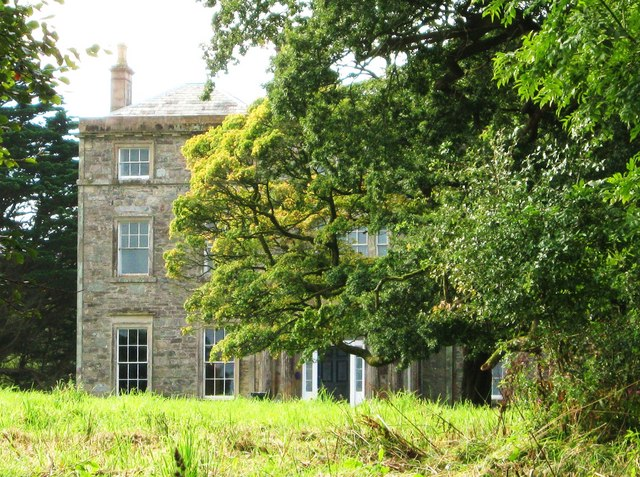
Monreith House

Monreith House ist ein Herrenhaus nahe der schottischen Ortschaft Port William in der Council Area Dumfries and Galloway. 1972 wurde das Bauwerk in die schottischen Denkmallisten in der höchsten Denkmalkategorie A aufgenommen. Des Weiteren sind die zugehörigen Garten- und Parkanlagen im schottischen Register für Landschaftsgärten verzeichnet. In fünf von sechs Kategorien sind sie mit dem höchsten Prädikat „herausragend“ ausgezeichnet.

## Geschichte
Der Clan Maxwell mit Stammsitz Caerlaverock Castle erwarb das Anwesen im 15. Jahrhundert. Mit dem heute als Ruine auf dem Anwesen erhaltenen Myrton Castle errichteten sie einen neuen Sitz und William Maxwell wurde 1681 als Baronet, of Monreith, installiert. Sein gleichnamiger Urenkel, der 4. Baronet, erbte Monreith im Jahre 1771. Dieser beauftragte 1791 Alexander Stevens mit der Errichtung von Monreith House in der Nähe von Myrton Castle. Der Eingangsbereich wurde 1821 durch den englischen Architekten Robert Smirke gestaltet. Im Jahre 1877 erbte Herbert Maxwell, 7. Baronet das Anwesen von seinem Vater. Im folgenden Jahr ließ er einen Flügel ergänzen und Teile des Innenraums überarbeiten. Nach seinem Tod 1937 erbte sein Enkel Aymer Maxwell als 8. Baronet Monreith House. Er ließ verschiedene Holzarbeiten aus der zwischenzeitlich abgebrochenen Felix Hall in Essex in dem Herrenhaus installieren. Außerdem verkaufte er Teile der rund 6900 Hektar umfassenden Ländereien, wobei rund 3600 Hektar bei Monreith House verblieben.
Mit dem Beginn des Zweiten Weltkriegs zeigte Aymer Maxwell nur noch geringes Interesse an dem Gebäude und lebte hauptsächlich in London. Monreith House ließ er verfallen, da dies im Vergleich zu einem Abriss die günstigere Variante darstellte. Sein Erbe begann in den 1980er Jahren mit den Restaurierungsarbeiten. Das Herrenhaus wurde hierbei in Einheiten unterteilt, die als Ferienwohnungen angemietet werden können. Die Arbeiten wurden nur schrittweise vorgenommen und zogen sich über einen langen Zeitraum hin. 2010 wurde die Restaurierung von Monreith House in der Fernsehserie Country House Rescue vorgestellt.

## Beschreibung

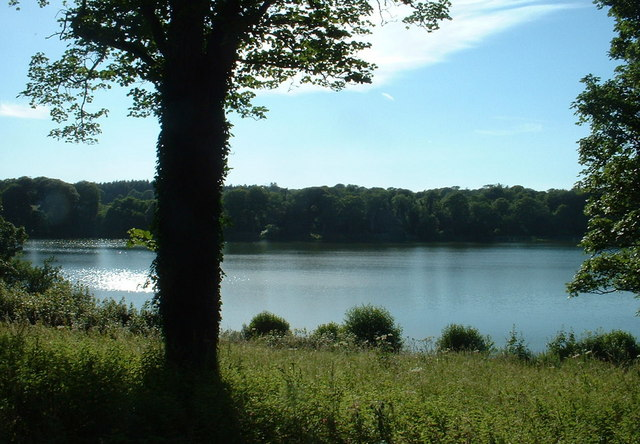
White Loch of Myrton

Das Gebäude liegt isoliert rund 1,5 km östlich der Ortschaft Port William. Das Anwesen umfasst die umgebenden Wald- und Parklandschaften mit dem White Loch of Myrton. Das georgianisch gestaltete, dreistöckige Herrenhaus weist einen länglichen Grundriss auf. Der Eingangsbereich an der nordexponierten Frontseite ist mit dorischen Säulen, die einen schlichten Fries tragen, und Gesimse gestaltet. An der Südseite tritt zentral eine Auslucht halbrund hervor, die in ihrer Gestaltung der Rückseite des ein Jahrzehnt zuvor entstandenen Leuchie House ähnelt. Entlang der Fassaden sind Sprossenfenster verbaut, die teilweise gekuppelt sind. Unterhalb des abschließenden Walmdaches läuft ein Dachgesims auf Kragsteinen um.